# St. Elisabeth (Zappendorf)

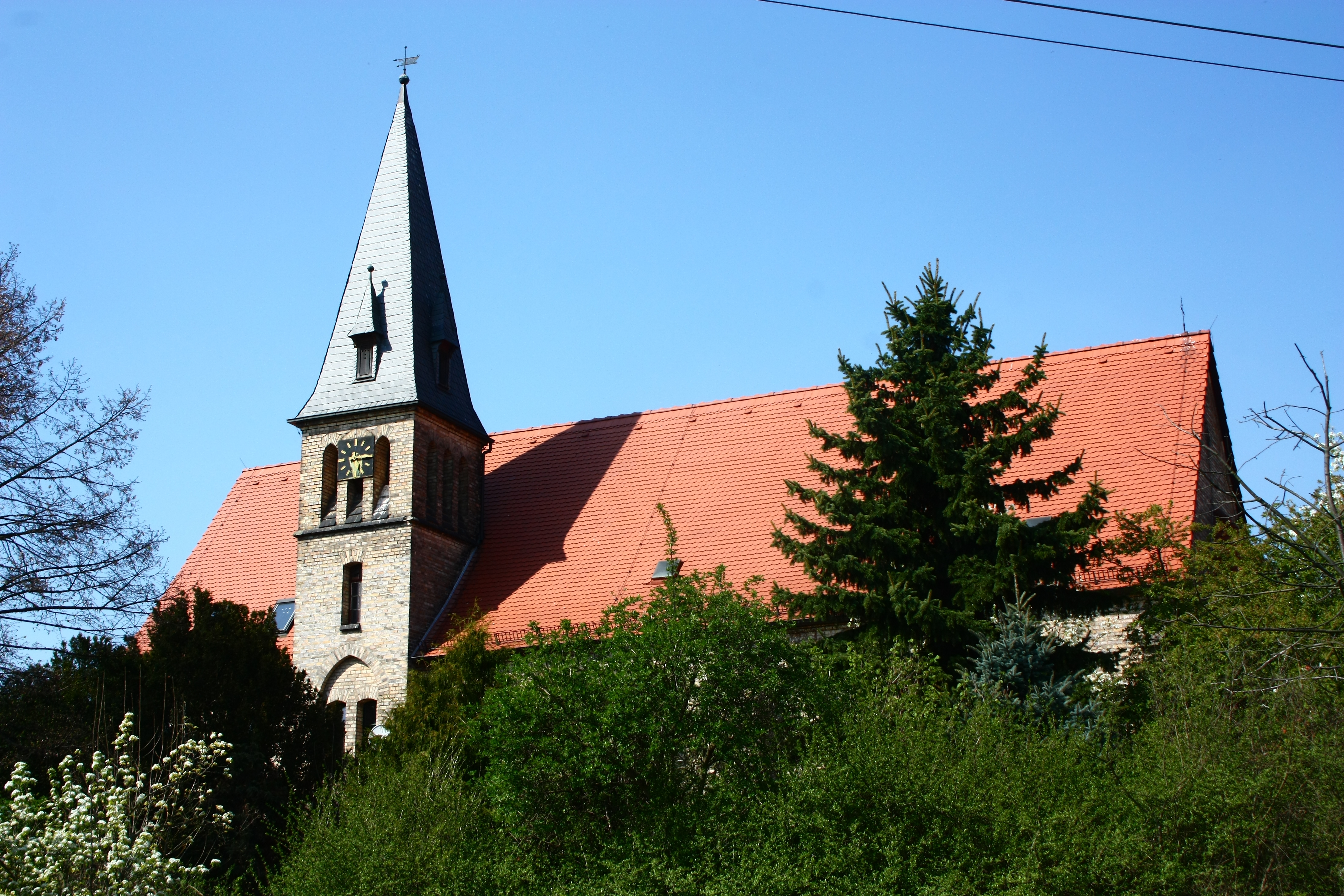
St. Elisabeth in Zappendorf

Die Kirche Sankt Elisabeth ist die römisch-katholische Kirche in Zappendorf, einem Ortsteil der Einheitsgemeinde Salzatal im Saalekreis in Sachsen-Anhalt. Im örtlichen Denkmalverzeichnis ist sie unter der Erfassungsnummer 094 55590 als Baudenkmal verzeichnet.

## Geschichte
Im zum Bistum Halberstadt gehörenden Zappendorf setzte sich ab 1525 die Reformation durch. Nach dem Tod des katholischen Graf Hoyer VI. von Mansfeld im Jahr 1540 setzte sie sich in der Grafschaft Mansfeld durch, so dass das katholische Leben im Gebiet von Zappendorf bis in das 19. Jahrhundert hinein erlosch.
Von Ende der 1840er Jahre an kamen Katholiken aus dem Eichsfeld und aus Polen in das Gebiet um Zappendorf, sie fanden Arbeit auf den Gutshöfen von Johann Gottfried Boltze im Raum Salzmünde. Zunächst gehörten sie zur Missionspfarrei Eisleben, ab 1860 zur Pfarrei Halle (Saale). Ab 1860 fanden monatlich katholische Gottesdienste durch den Pfarrer aus Halle (Saale) im Bethaus Salzmünde statt.
Im Herbst 1864 wurde in einem dafür angemieteten Raum in Zappendorf eine katholische Schule eröffnet, ihr erster Lehrer war Andreas Schlotterhose. Nachdem die Kirche in Salzmünde zu klein geworden war, fanden die katholischen Gottesdienste von 1866 an in Zappendorf statt, wo dafür eine Scheune angemietet worden war. Von 1866 an wurden in Zappendorf auch katholische Kirchenbücher geführt.
Am 21. Dezember 1865 wurde in Zappendorf eine zur Pfarrei St. Franziskus und Elisabeth in Halle gehörende Missionsvikarie errichtet und der Priester August Franz Schwirling zum Missionsvikar von Zappendorf ernannt, wo er Anfang 1866 eintraf und am 6. Januar 1866, am Fest der Erscheinung des Herrn, seine erste Heilige Messe in Zappendorf zelebrierte.

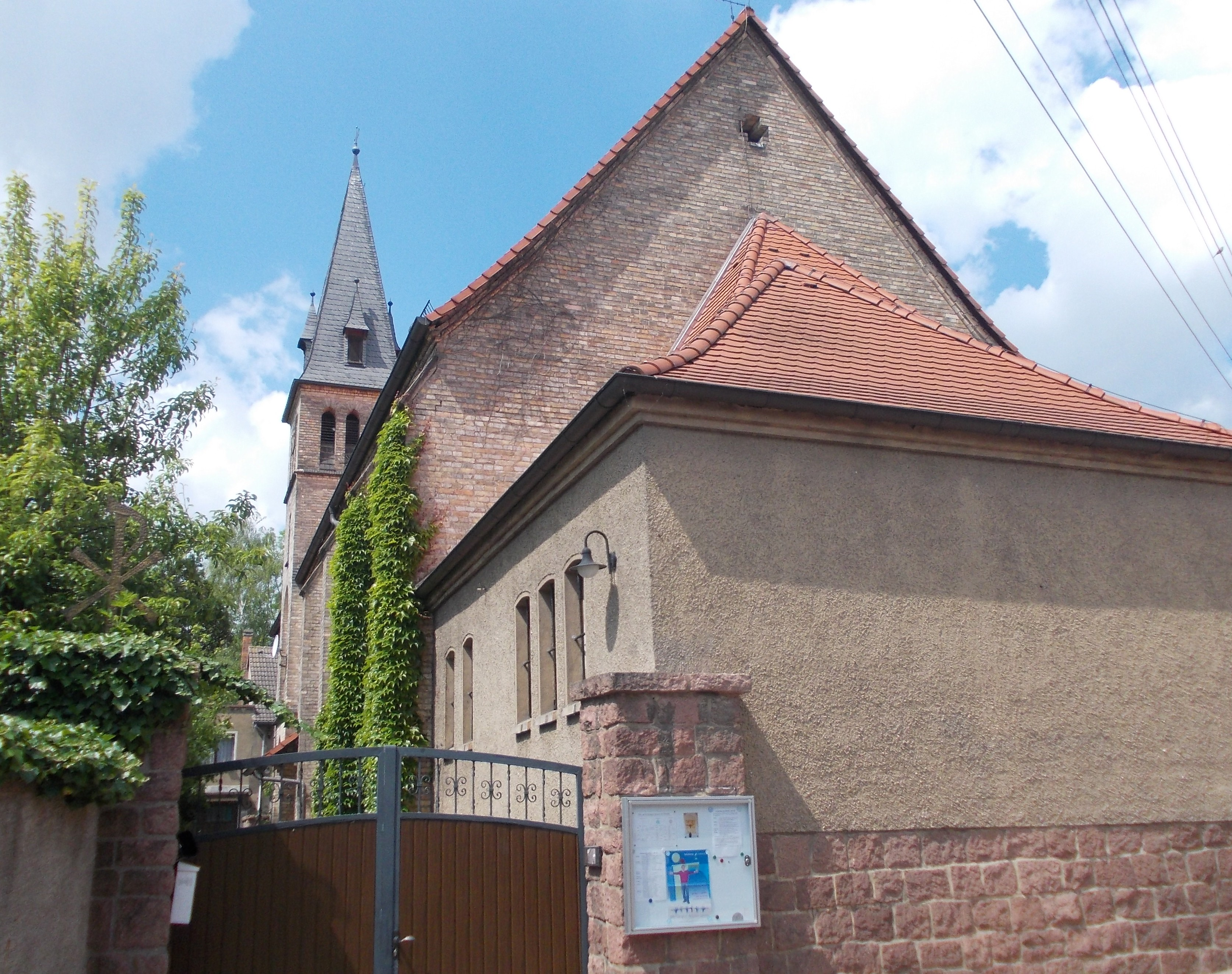
Zugang zur Kirche

Im Februar 1868 wurde das Baugrundstück für die Kirche angekauft, und am 17. August 1868 erfolgte die Grundsteinlegung für den Kirchbau durch Pfarrer Wille. Bereits am 4. April 1869 wurde die Kirche benediziert. Am 18. Juli 1872 folgte die bischöfliche Konsekration der Kirche durch Konrad Martin, Bischof des Bistums Paderborn, zu dem Zappendorf damals gehörte. Die Kirche wurde nach Elisabeth von Thüringen benannt, die einer Sage nach 1222 an Christi Himmelfahrt am nahegelegenen Bierhügel das so genannte Bierhügelfest gestiftet haben soll. 1895 löste ein Blitzeinschlag einen Brand des Kirchturms aus, der danach wieder errichtet wurde.
Am 12. Dezember 1908 erfolgte die Erhebung der katholischen Kirchengemeinde Zappendorf zu einer Filialvikarie der Pfarrei Halle/Saale. Zu ihr gehören neben Zappendorf auch die Ortschaften Benkendorf, Bennstedt, Eisdorf, Fienstedt, Gödewitz, Gorsleben, Höhnstedt, Köchstedt, Köllme, Krimpe, Langenbogen, Müllerdorf, Neuvitzenburg, Pfützthal, Quillschina, Räther, Salzmünde, Schochwitz, Trebitz, Wils, Zaschwitz und Zörnitz mit damals insgesamt 310 Katholiken.
1920 umfasste die Filialvikarie Zappendorf rund 900 Katholiken, davon rund die Hälfte Saisonarbeiter. Die Zahl der zur Filialvikarie Zappendorf gehörenden Ortschaften hatte sich inzwischen auch vergrößert.
Das Preußenkonkordat vom 14. April 1929, durch die Bulle Pastoralis officii nostri vom 13. August 1930 in Vollzug gesetzt, errichtete die Mitteldeutsche Kirchenprovinz. Infolgedessen kam der vom Geistlichen Gericht Erfurt abgetrennte Regierungsbezirk Merseburg mit dem Dekanat Halle/Saale, zu dem damals auch Zappendorf gehörte, an das nunmehrige Erzbischöfliche Kommissariat Magdeburg. In der Zeit des Nationalsozialismus wurde die katholische Schule am 1. September 1938 auf Anweisung der staatlichen Machthaber geschlossen.
Im Zuge der Flucht und Vertreibung Deutscher aus Mittel- und Osteuropa 1945–1950 erhöhte sich auch in Zappendorf und den umliegenden Ortschaften die Zahl der Katholiken erheblich, so dass die Filialvikarie Zappendorf zum 1. Oktober 1948 zur Pfarrei erhoben wurde. In Halle-Dölau (Kuratie) und Wettin (Pfarrvikarie) entstanden Tochtergemeinden der Pfarrei Zappendorf. 1973 wurde die Kirche nach der Liturgiereform des Zweiten Vatikanischen Konzils umgestaltet.
1982 wurde die Pfarrei Zappendorf mit der Kuratie Halle-Dölau zur Pfarrei Zappendorf-Dölau zusammengeschlossen. Seit 1983 verfügt die Kirche über keinen ortsansässigen Priester mehr, sondern wurde vom Pfarrer aus Halle-Dölau mitbetreut.
Am 1. März 2006 wurde der Gemeindeverbund Heilig Kreuz – St. Norbert – Halle-Dölau – Löbejün – Ostrau – Wettin – Zappendorf („Halle Nord“) gegründet, zu dem von da an die St.-Elisabeth-Kirche gehörte. Damals gehörten zur Pfarrei Zappendorf-Dölau rund 990 Katholiken, davon wohnten rund 430 im Gebiet der ehemaligen Pfarrei Zappendorf. Am 21. Juni 2009 entstand aus dem Gemeindeverbund die Pfarrei „Halle-Nord“, die seit dem 13. November 2014 ihren heutigen Namen „Carl Lampert“ trägt. Die Pfarrei gehört zur Pastoralregion Halle-Merseburg im Bistum Magdeburg, zu ihr gehören außer der St.-Elisabeth-Kirche in Zappendorf auch die Kirchen Heilig Kreuz, Maria Königin und St. Norbert in Halle, sowie St. Joseph in Löbejün, St. Michael in Ostrau und St. Petrus in Wettin. Bis zur Auflösung der Dekanatsstrukturen im Bistum Magdeburg am 31. August 2023 gehörte Zappendorf zum Dekanat Halle (Saale), in dem sie die westlichste Kirche war.

## Architektur und Ausstattung

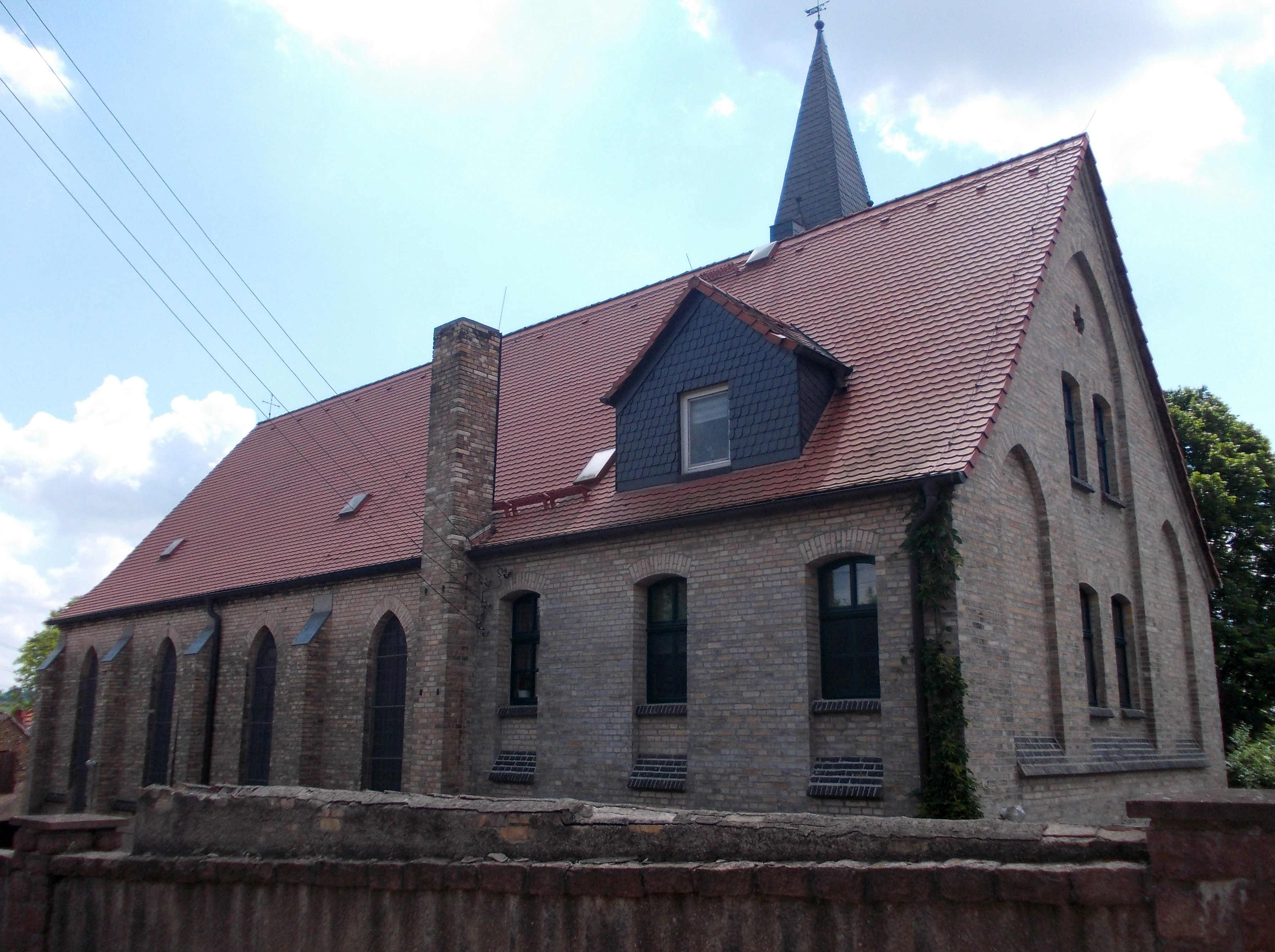
Kirche (links) und Pfarr- und Schulhaus (rechts) unter einem Dach

Die geostete Kirche steht auf dem Grundstück Fleischerstraße 12. Der Sakralbau wurde aus hellem Backstein-Mauerwerk im Stil der Neogotik errichtet. Der Baukomplex mit Kirche, Pfarr- und Schulhaus entstand nach Plänen von Arnold Güldenpfennig.
Das Gotteshaus wird durch ein Portal an der Südseite erschlossen, sein Innenraum wird von einer Flachdecke überfangen. In der DDR-Zeit eingesetzte, künstlerisch gestaltete Farbverglasungen erinnern an die heilige Elisabeth von Thüringen, die Schutzpatronin der Kirche. Die auf der Empore befindliche Orgel wurde um 1890 von der Werkstatt Speith-Orgelbau geschaffen. Das gut erhaltene Instrument verfügt über sieben Register, die sich auf ein Manual und Pedal verteilen.